# Réserve de biosphère Tehuacán-Cuicatlán
 (juillet 2023).
Si vous disposez d'ouvrages ou d'articles de référence ou si vous connaissez des sites web de qualité traitant du thème abordé ici, merci de compléter l'article en donnant les références utiles à sa vérifiabilité et en les liant à la section « Notes et références ».
La réserve de biosphère Tehuacán-Cuicatlán est une zone protégée située dans les États de Puebla et d'Oaxaca au Mexique. Elle est considérée comme l'une des zones les plus riches en biodiversité de la planète (point chaud de biodiversité) et a été déclarée réserve de biosphère par l'UNESCO en 2012.

## Géographie
La réserve s'étend sur plus de 490 000 hectares et est située dans la région centrale de la Sierra Madre del Sur. Elle englobe les montagnes de la Sierra de Tehuacán et de la Sierra de Cuicatlán, ainsi que les plaines qui les entourent. La réserve couvre également une partie de la vallée de Tehuacán-Cuicatlán, qui est considérée comme l'une des zones les plus arides d'Amérique du Nord.

## Biodiversité
La réserve de biosphère Tehuacán-Cuicatlán abrite une grande diversité d'écosystèmes, notamment des forêts, des prairies, des déserts, des rivières et des zones humides. Cette variété de milieux naturels est due à la topographie complexe de la région, qui crée des microclimats différents. La réserve est également connue pour sa grande diversité de flore et de faune.
La réserve abrite plus de 4 000 espèces de plantes, dont environ 20 % sont endémiques de la région. On y trouve également plus de 300 espèces d'oiseaux, 80 espèces de reptiles et d'amphibiens, ainsi que de nombreux mammifères tels que le jaguar, le puma, le lynx et le coati. La réserve est également connue pour abriter des espèces menacées telles que la tortue d'Hermann et le lynx du Mexique.

## Histoire
La région de Tehuacán-Cuicatlán a une histoire riche et complexe qui remonte à plusieurs milliers d'années. Les communautés indigènes locales ont utilisé les ressources naturelles de la région pendant des siècles pour leur subsistance. Les restes archéologiques trouvés dans la région témoignent d'une culture riche et diversifiée, avec des vestiges de nombreuses civilisations telles que les Olmèques, les Zapotèques et les Mixtèques.
La réserve de biosphère Tehuacán-Cuicatlán a été créée en 1998 pour protéger les écosystèmes naturels et les espèces menacées de la région. Depuis sa création, la réserve a travaillé en étroite collaboration avec les communautés locales pour promouvoir la conservation de la biodiversité tout en assurant le développement durable des communautés environnantes.

## Tourisme
La réserve de biosphère Tehuacán-Cuicatlán offre de nombreuses activités touristiques pour les visiteurs intéressés par la nature et la culture de la région. Les visiteurs peuvent faire de la randonnée dans les montagnes, observer les oiseaux, découvrir les vestiges archéologiques et les traditions culturelles des communautés locales, ainsi que participer à des activités de conservation telles que la plantation d'arbres.
Les visiteurs peuvent également visiter les centres d'interprétation de la réserve, qui offrent des informations sur l'histoire naturelle et culturelle de la région ainsi que sur les projets de conservation menés dans la réserve.
La ville de Tehuacán, située aux portes de la réserve, est un point de départ idéal pour les visites touristiques de la réserve. La ville est connue pour son marché coloré, où les visiteurs peuvent trouver des produits locaux tels que le pulque (une boisson fermentée à base d'agave), le fromage et les fruits frais de la région.
La réserve de biosphère Tehuacán-Cuicatlán est également un site important pour la recherche scientifique. Les scientifiques du monde entier viennent étudier la biodiversité de la région et contribuent à la conservation des écosystèmes de la réserve.